# Cophogryllus sacalava
Cophogryllus sacalava är en insektsart som först beskrevs av Brancsik 1897.  Cophogryllus sacalava ingår i släktet Cophogryllus och familjen syrsor. Inga underarter finns listade i Catalogue of Life.